# 1896 Beer
1896 Beer este un asteroid din centura principală, descoperit pe 26 octombrie 1971, de Luboš Kohoutek.